# Лоркуйягун (приток Колкоченъягуна)
Лоркуйягун (устар. Лор-Кай-Ягун) — река в России, протекает в Ханты-Мансийском АО. Устье реки находится в 63 км по левому берегу реки Колкоченъягун. Длина реки составляет 37 км.

## Данные водного реестра
По данным государственного водного реестра России относится к Верхнеобскому бассейновому округу, водохозяйственный участок реки — Обь от города Нефтеюганск до впадения реки Иртыш, речной подбассейн реки — Обь ниже Ваха до впадения Иртыша. Речной бассейн реки — (Верхняя) Обь до впадения Иртыша.
Код объекта в государственном водном реестре — 13011100212115200048571.